# Norbert Singer

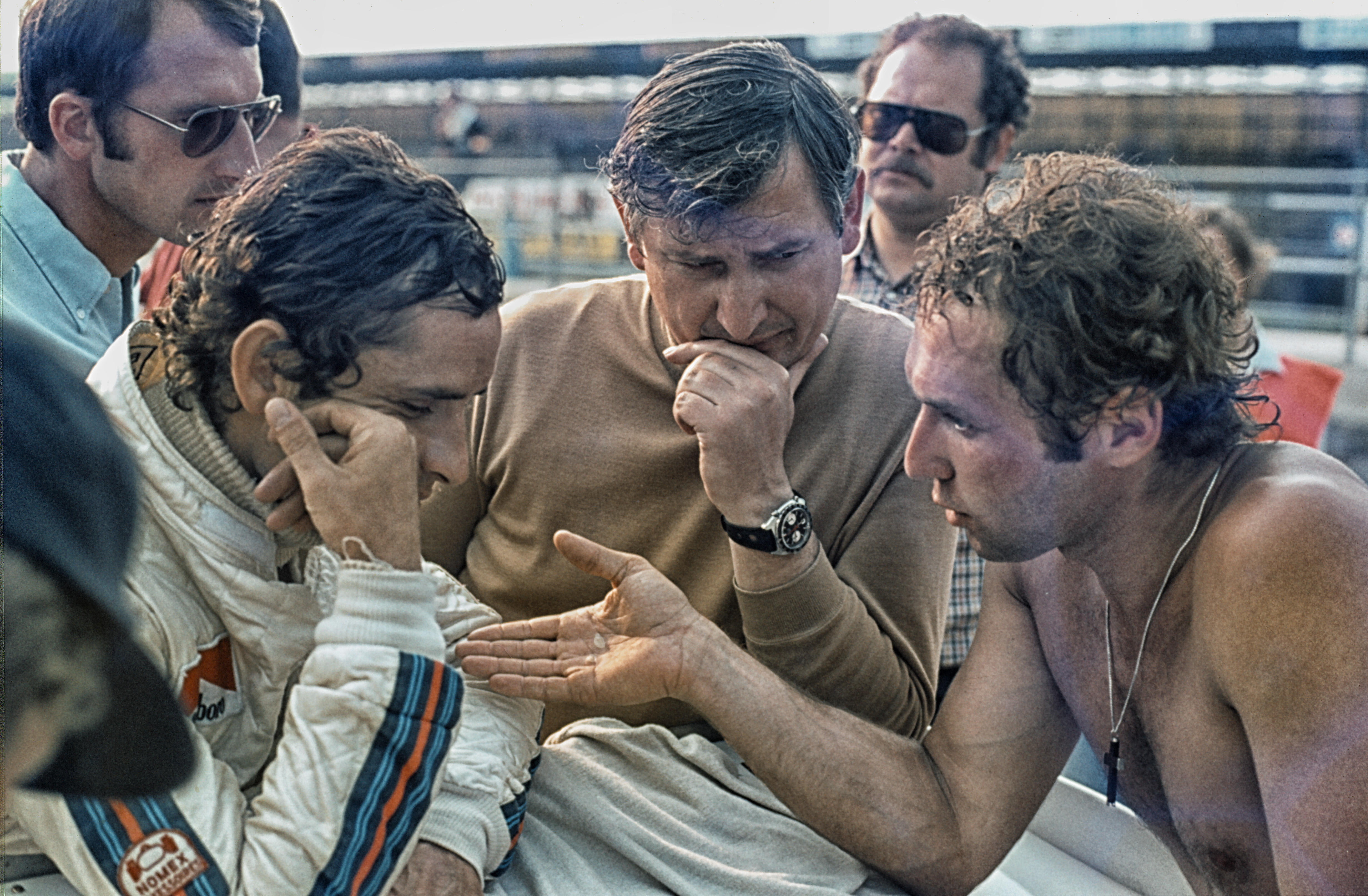
Norbert Singer (Mitte), mit Jochen Mass (links) und Jacky Ickx (rechts) beim 6-Stunden-Rennen von Silverstone 1976

Norbert Singer (* 16. November 1939 in Eger (Böhmen)) ist ein deutscher Diplom-Ingenieur des Maschinenbaus, der Luft- und Raumfahrttechnik sowie Kraftfahrzeugtechnik und ehemaliger Ingenieur, Projektleiter und Einsatzleiter bei Porsche.
Zu seinen herausragenden Leistungen zählen die 16 Gesamtsiege beim 24-Stunden-Rennen von Le Mans, die er als Renningenieur bei Porsche zwischen 1970 und 1998 erreichte.

## Karriere
Norbert Singer studierte an der Technischen Universität München und schloss das Studium als Maschinenbau-Ingenieur mit der Spezialisierung in Luft- und Raumfahrttechnik sowie Kraftfahrzeugtechnik ab.
Am 1. März 1970 begann er bei Porsche in der Rennabteilung seine berufliche Laufbahn. Dort arbeitete er im Le-Mans-Projekt an der Getriebebelüftung des 917, der später auch den ersten Le-Mans-Gesamtsieg für Porsche einfuhr.
Danach leitete Singer das Entwicklungsprojekt Porsche 911 Carrera RSR Turbo 2.1, mit dem Porsche beim 24-Stunden-Rennen von Le Mans 1974 den zweiten Platz in der Gesamtwertung erreichte.
Bekannt wurde er durch die Entwicklung der beiden Porsche-Rennwagen 935 und 936, die von Mitte der 1970er bis Anfang der 1980er Jahre in der Sportwagen-Weltmeisterschaft, IMSA-GT-Meisterschaft und in Le Mans sehr erfolgreich waren und viele Siege und Meisterschaftstitel gewannen.
Mit den Gruppe-C-Fahrzeugen 956 und dem Nachfolger 962 führte Singer erstmals bei Porsche-Rennwagen ein Aluminium-Monocoque ein. Ebenfalls neu war die Nutzung des sogenannten Bodeneffekts (ground effect) bei Sportwagen-Prototypen durch eine besondere Gestaltung des Fahrzeugunterbodens. Diese Rennwagen dominierten die Rennen, in denen sie eingesetzt wurden, und Porsche gewann mit den Wagen von 1982 bis 1994 sieben Le-Mans-Rennen, fünf 24-Stunden-Rennen in Daytona und erreichte sechs Weltmeistertitel in der Fahrerwertung und fünf in der Herstellerwertung. In der US-IMSA-Serie gewannen der 962 vier Meistertitel.
Seinen 16. und letzten Gesamtsieg in Le Mans als Renningenieur erreichte Singer 1998 mit dem Porsche 911 GT1 ’98.
Nach 2004 beendete er seine Tätigkeit bei Porsche. Seit 2011 berät er den Automobile Club de l’Ouest (ACO) unter anderem beim 24-Stunden-Rennen von Le Mans und ist noch regelmäßig Besucher von Rennveranstaltungen.